# Justizpark (Timișoara)
Der Justizpark (rumänisch: Parcul Justiției, ehemals: Parcul Consiliului Popular, deutsch: Park des Volksrats) ist ein Park im Bezirk Cetate in Timișoara.

## Geografische Lage
Der Justizpark befindet sich im Zentrum von Timișoara, am Bulevardul Constantin Diaconovici Loga, am nördlichen Begaufer, gegenüber dem städtischen Rathaus (rumänisch: Primăria orașului). Er stellt die Verbindung zwischen dem Park der Kathedrale und dem Rosenpark her.

## Beschreibung
Der Justizpark ist mit seinen 26.200 Quadratmetern einer der kleinen Parks der Stadt. In dem dreieckigen Park wurde 1996 von der Vereinigung der ehemaligen Bărăgan-Deportierten ein Mahnmal zum Gedenken an die von 1951 bis 1956 Deportierten in die Bărăgan-Steppe aufgestellt.
2015 wurde der Park von der Kommunalverwaltung mittels EU-Geldern in Höhe von zwei Millionen Euro saniert und umgestaltet. Die Neueröffnung fand am 22. Dezember 2015 statt.
Der Justizpark reiht sich nahtlos in das Ensemble der Parks am nördlichen Begaufer (Zentralpark, Park der Kathedrale, Rosenpark, Kinderpark) ein. Sein Name stammt aus der kommunistischen Epoche, als er auch Park des Volksrats (rumänisch: Parcul Consiliului Popular) genannt wurde. Damals sollte in seiner Mitte ein protziger Justizpalast errichtet werden, was auch das Ende des Parks bedeutet hätte.
Der Park bekam einen neuen Rasen und neu angelegte Blumeninseln, 38 neue Bänke und 35 Papierkörbe, ein modernes Bewässerungs- und ein Öko-Beleuchtungssystem. Die Alleen wurden komplett erneuert und die alte Umzäunung entfernt, so dass die Besucher freien Zugang zum Park haben.
Auf etwa 20.000 Quadratmeter wurden 50 neue Bäume und Sträucher gepflanzt und 100.000 Zwiebeln gesteckt.